# Вишнівець (стадіон)
«Вишнівець» — стадіон в однойменному селищі міського типу Збаразького району Тернопільської області.
Реконструкція стадіону розпочалася у 2015 році та була завершена в червні 2017 року.
Стадіон Вишнівець було відновлено 2 липня 2017 року за кошти місцевого мецената. На його відкриті виступали гості свята, зокрема, футбольна збірна України серед ветеранів та DZIDZIO. Після завершення святкового концерту було лазерне шоу.
На цьому стадіоні грає ФК «Вишнівець», а в 2017—2018 роках також грала «Нива» Тернопіль. 